# Gasthaus Geiger

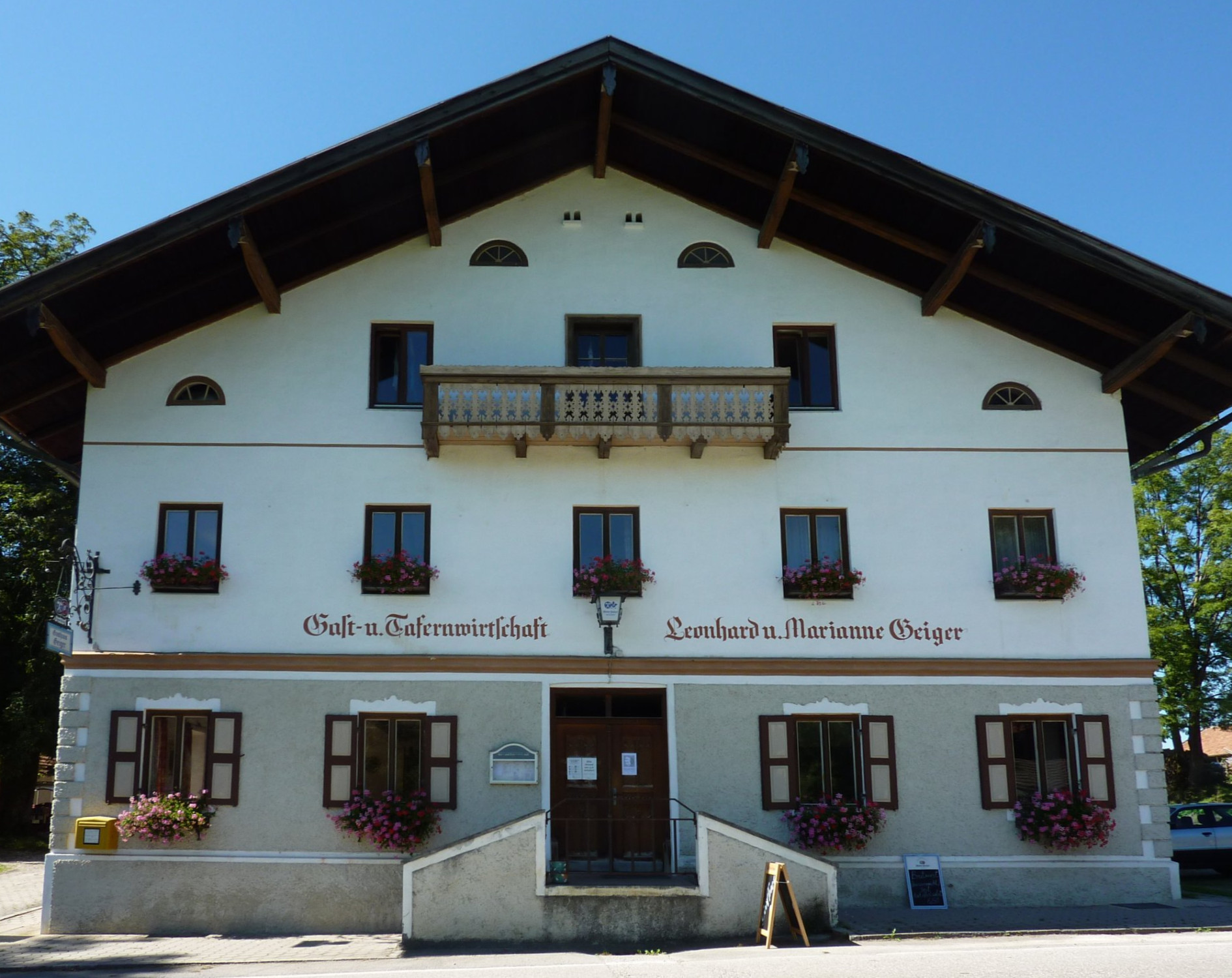
Gast- und Tafernwirtschaft Geiger, 2020

Das Gasthaus Geiger ist die Dorfwirtschaft des Kirchdorfs Humbach, Gemeinde Dietramszell, im oberbayerischen Landkreis Bad Tölz-Wolfratshausen.
Das Gasthaus liegt im Zentrum des Dorfes und wurde um 1850/65 errichtet. Es ist ein zweigeschossiger putzgegliederter Flachsatteldachbau in historisierenden Formen mit durchfenstertem Kniestock und Balkons und steht unter Denkmalschutz.
Das Gasthaus befindet sich seit 1850 in Familienbesitz. 2020 diente es als Drehort für die Episode Die letzte Reise der Fernsehserie Hubert ohne Staller.